# Елва (футбольний клуб)
Елва (ест. FC Elva) — естонський футбольний клуб з Елви, заснований 8 серпня 2000 року.

## Історія
Футбольний клуб «Елва» заснований 8 серпня 2000 року. Два сезони (2001 та 2002 років) команда провела в першій лізі, через два роки повернули собі місце в першій лізі і цього разу відіграли там три сезони, займали здебільшого нижні позиції. 
З 2008 по 2012 роки «Елва» виступала в третьому і навіть четвертому дивізіоні. З 2013 по 2016 роки команда стабільно виступала в Есілізі В. 
З 2017 роки клуб з Елви виступає в Есіліізі. У 2019 та 2020 роках клуб двічі поспіль грав у півфіналі Кубка Естонії. У 2022 році команда була близька до того щоб здобуто право на підвищення до Мейстріліги, але поступилась в матчах плей-оф столичному «Легіону». Через місяць «Легіону» довелося відмовитися від місця в лізі через фінансові проблеми. Згідно з правилами, місце Легіону було віддано «Вапрус» (Пярну), який фінішував останнім в чемпіонаті.